# Barbara Karinska
Barbara Karinska (čti Varvara Karinska), rozená Žmudska, ukrajinsky Варвара Андріївна Жмудська (3. října 1886 Charkov – 18. října 1983 New York), byla oscarová ukrajinsko – americká kostýmní výtvarnice pro filmy, balet a muzikály.

## Biografie
Barbara Karinska se narodila jako Varvara Andrijiwna Žmudska v Charkově. Byla třetím z deseti dětí a nejstarší z dcer, které se narodily bohatému obchodníkovi s textilem a místnímu politikovi Andriji Jakovleviči Žmudskému a jeho ženě, filantropce. Od dětství měla ráda vyšívání.
Od roku 1906 studovala práva na univerzitě v Charkově, studium ale nedokončila.
V roce 1908 se provdala za syna bohatého charkovského průmyslníka Oleksandra Mojseєnka, se kterým měla dceru Irinu. Po jeho předčasné smrti se v roce 1909 provdala za právníka Nikolaje Sergejeviče Karinského (1873–1948).
V roce 1915 se s rodinou přestěhovala do Moskvy, kde koupila byt. Stala se paní salonu, kde každý večer po divadelních či baletních představeních přijímala inteligentní publikum. Vyvinula si vlastní výtvarnou techniku, používala kombinaci kousků barevné hedvábné gázy s fotografiemi a kresbami. Tématem jejích prvních děl byl balet. Po dlouhém sebezdokonalování vystavila 12 svých děl v oblíbené moskevské galerii.
Po únorové revoluci byl Nikolaj Karinskij jmenován prokurátorem Petrohradské soudní komory. V letech 1919-1920 zastával vysoké funkce na územích ovládaných Dobrovolnou armádou. Během tohoto období Varvara a její děti trávily svůj život mezi Charkovem a Simferopolem. Po obsazení Krymu bolševiky byla rodina nucena se rozdělit. Bělogvardějec Nikolaj Karinskij emigroval a Varvara a její děti zůstaly v Sovětském Rusku (1917–1922). S manželem se rozvedla v nepřítomnosti.
Roku 1921 se vrátila do Moskvy a provdala se za Vladimira Mamontova, syna jednoho z nejbohatších moskevských předrevolučních průmyslníků. V NEP Karinska znovu otevřela salon (který sdružoval umělce, intelektuály a dokonce i vládní úředníky), také studio Haute couture, obchod se starožitnostmi a školu vyšívání. Sovětská vláda však školu brzy znárodnila.
1924 – s podporou lidového komisaře pro školství Sovětského Ruska A. Lunačarského se jí podařilo zorganizovat zahraniční cestu rodiny pod záminkou uspořádání výstavy prací jejích studentů v evropských zemích. Pod studentskými plátny také vyvezla unikátní sbírku kostelních výšivek XII-XIII století, kterou v průběhu let nasbírala a kterou se sovětské úřady snažily zničit. Po letech v Berlíně a Bruselu se usadila v Paříži (1930), kde žila 9 let.

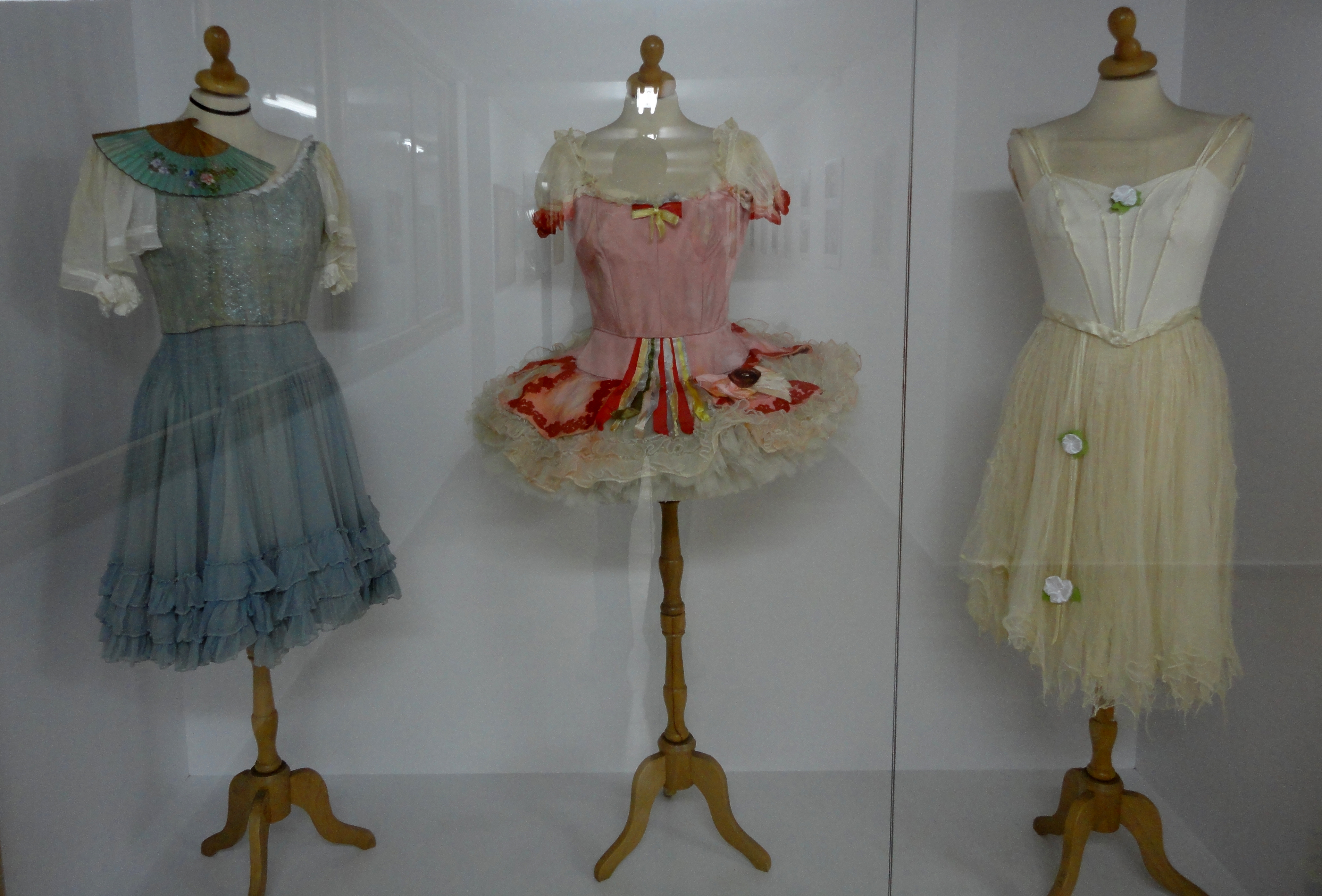
Kostýmy Barbary Karinské pro Ballet Russe de Monte Carlo.

Patnáctileté období jejího života v Evropě bylo kreativně úspěšné. Na objednávku Ballet Russes de Monte Carlo realizovala v roce 1932 návrhy Christiana Bérarda pro balet Cotillon George Balanchina; Od té chvíle sdíleli Balanchine a Karinska celoživotní spolupráci. Současně realizovala mimo jiné kostýmní návrhy Salvadora Dalího, Marca Chagalla nebo Eugena Bermana.
V roce 1936 se přestěhovala do Londýna, kde realizovala baletní a revuální kostýmy podle návrhů Cecila Beatona a André Deraina.
V roce 1938 se přestěhovala do New York City, kde pokračovala v úzké spolupráci s Balanchinem, ale také navrhovala kostýmy pro broadwayské muzikály, počínaje muzikálovou komedií Too Many Girls. Počátkem 40. let dvacátého století začala pracovat jako kostýmní výtvarnice pro filmové produkce. Poprvé se podílela na natáčení filmu v roce 1940 ve filmu  Ztracený ráj („Paradis perdu") režiséra Abela Gance.
Spolu s Dorothy Jeakins získala v roce 1949 cenu Oscar za nejlepší kostýmy v barevném filmu Johanka z Arku (1948) režiséra Victora Fleminga.Na cenu Oscar byla v roce 1953 spolu s Antonim Clavé a Mary Wills nominována za nejlepší kostýmy v barevném filmu Hans Christian Andersen (1952) režiséra Charlese Vidora.
Dalšími známými filmy s kostýmy, které navrhla Barbara Karinska, byly Blue Skies(1946) od Stuarta Heislera a Pirát (1948) od Vincenta Minnelliho.
Velmi úspěšná byla také jako kostýmní výtvarnice pro New York City Ballet, pro jehož představení Bourrée Fantasque (1949) poprvé navrhla vlastní kostýmy. Vynalezla také "powder puff" tutu, měkce splývající sukýnku tutu složenou z několika vrstev tylu. Ta v baletním světě nahradila tuhou palačinkovou tutu. Její šifonové šaty ke kolenům pro Balanchinovo Allegro brillante (1956) jsou dodnes považovány za klasiku baletní kostýmní módy, stejně jako její diagonálně střižené body.
Jako vůbec jediná kostýmní výtvarnice získala v roce 1962 cenu Capezio Dance Award  za své kostýmy „krásné pro diváka a rozkošné pro tanečníky“.George Balanchine vzdal Barbaře Karinské hold slovy:
There is Shakespeare for literature, Karinska for costumes. („Jako je Shakespeare pro literaturu, je Karinska pro
kostýmy.")
Kromě Balanchina spolupracovala Karinska mimo jiné také s Michailem Fokinem, Bronislavou Nijinskou, Léonidem Mjasinem, Frederickem Ashtonem a Jeromem Robbinsem. Poslední léta prožívala v Great Barrington v americkém státu Massachusetts a v Domrémy ve Francii.
Zemřela v New Yorku v roce 1983.